# 仙王座RW
仙王座RW是一颗位于仙王座的K-型红特超巨星，距离地球约11500光年。它的直径在太阳的1200-1600倍之间不断变化，平均是太阳的1500倍。是目前已知最大的恒星之一。从光谱型推断该星平均表面温度约为4400K,根据其平均直径推测它的亮度是太阳的77万倍左右，是已知最亮的恒星之一。该星质量也十分巨大，约为太阳的40-50倍，可能刚刚膨胀到红特超巨星初期。该星的物理特性和已知最大的黄特超巨星HR5171比较相似。这个恒星是一个周期极长的半规则变星，变光周期长达50-70年。在光度变化的同时，该星的光谱也在不断变化，从最亮时的G8（5100K）变化至最暗的M0（3700K）
如果将仙王座RW放在太阳系，它可以填充木星轨道以内的空间。但它并不是仙王座已知最大的恒星，仙王座VV的直径比它大。